# Cathédrale Sainte-Eulalie-et-Sainte-Julie d'Elne
 (décembre 2012).
La cathédrale Sainte-Julie-et-Sainte-Eulalie d'Elne est le siège de l'évêque d'Elne dont le diocèse recouvrait les comarques catalanes du Roussillon, du Vallespir et du Conflent à sa création en 571. Elle domine la ville et ses environs depuis l'éminence sur laquelle elle est bâtie, aujourd'hui « ville haute ». Construite aux XIe et XIIe siècles, monument majeur de l'art roman catalan, elle fut le siège de l'évêché de cette partie septentrionale de la Catalogne du VIe siècle jusqu'en 1602, lorsqu'il fut transféré à Perpignan. Elle est dédiée à sainte Julie et à sainte Eulalie de Mérida.
Le cloître est classé monument historique depuis 1840, l'église depuis 1875.

## Historique

### Les origines
L'évêché d'Elne est attesté depuis l'an 571 et est donc une création wisigothique. En effet, succédant aux Romains, les Wisigoths démembrèrent l’archevêché de Narbonne pour créer le diocèse d'Elne. À cette époque, à la suite des invasions et des destructions, la cité d'Elne restait la seule suffisamment importante pour recevoir le siège épiscopal du Roussillon.
Après l'intermède musulman du début du VIIIe siècle, le comté de Roussillon fut créé lors de la reconquête carolingienne. Les alliances féodales et la perte progressive de pouvoir des descendants de Charlemagne, firent que la Catalogne s'émancipa du pouvoir impérial à la fin du Xe siècle, tout en restant sous la souveraineté théorique du roi. En 1172, le comté de Roussillon passa au pouvoir du comte de Barcelone.
L'histoire successive des cathédrales d'Elne est peu connue. Cependant, en 2018-2019 des fouilles ont mis en évidence, en avant (vers l'est) de la cathédrale actuelle, des vestiges de ce qui a pu être la cathédrale du VIe siècle. Les vestiges de la cathédrale primitive située sous la place des Garaffes sont inscrits au titre des Monuments historiques en 2023.
L'actuel édifice fut vraisemblablement commencé au début du XIe siècle. En 1042 une donation d'un particulier est attestée (d'un montant de 10 mancusi), puis une autre de la comtesse de Barcelone Ermessinde de Barcelone quelques années plus tard (en 1057).

### L'époque romane
En 1069 l'autel majeur fut consacré, comme l'atteste encore l'inscription de la table d'autel encore conservée de nos jours dans l'abside principale. Cependant le chantier se poursuivit jusqu'à la fin du XIIe siècle (en 1140, l'évêque Udalguer fortifia l'édifice), voire au XIIIe siècle. En témoignent les changements de parti dans la construction de la nef dont la voûte en berceau n'est pas d'un style homogène.
La tour avec le grand clocher date du XIe siècle. Le portail ouest, en marbre porte encore des traces de feu, datant de la prise de la ville par les troupes de Philippe le Hardi en 1285 en lutte, alors, contre le roi d'Aragon et comte de Barcelone, Pere II. Ayant mis le feu à la porte, les troupes saccagèrent la cathédrale. Le talus à la base de la tour est un renforcement réalisé en 1415 par l'architecte majorquin Guillem Sagrera[réf. nécessaire], alors maître d'œuvre de l'évêque.

### Les modifications du gothique
Après les réparations du désastre de 1285, les évêques d'Elne formèrent le projet d'agrandir leur cathédrale. La basilique pouvait paraître bien vieille et archaïque en cette période de gothique triomphant. À Perpignan, en 1324, la première pierre de la collégiale Saint-Jean était posée. À l'initiative de l'évêque Raymond, une collecte d'argent fut lancée le 18 avril 1311 pour permettre la construction d'une nouvelle cathédrale.
Ainsi, la construction d'un vaste chevet gothique à sept chapelle rayonnantes fut entreprise de 1317 à 1336 pour remplacer le chœur roman. Mais l'essor de la ville de Perpignan sous les rois de Majorque, qui entreprirent la construction de ce qui devint la cathédrale Saint-Jean-Baptiste, marqua le déclin de la ville d'Elne et le projet fut abandonné. Seules les bases des murs furent élevées.
Durant les XIVe et XVe siècles, le mur gouttereau méridional de la nef fut percé pour établir des chapelles latérales de style gothique et voûtées sur croisée d'ogives.

### Les époques classiques et modernes: la fin de l'évêché

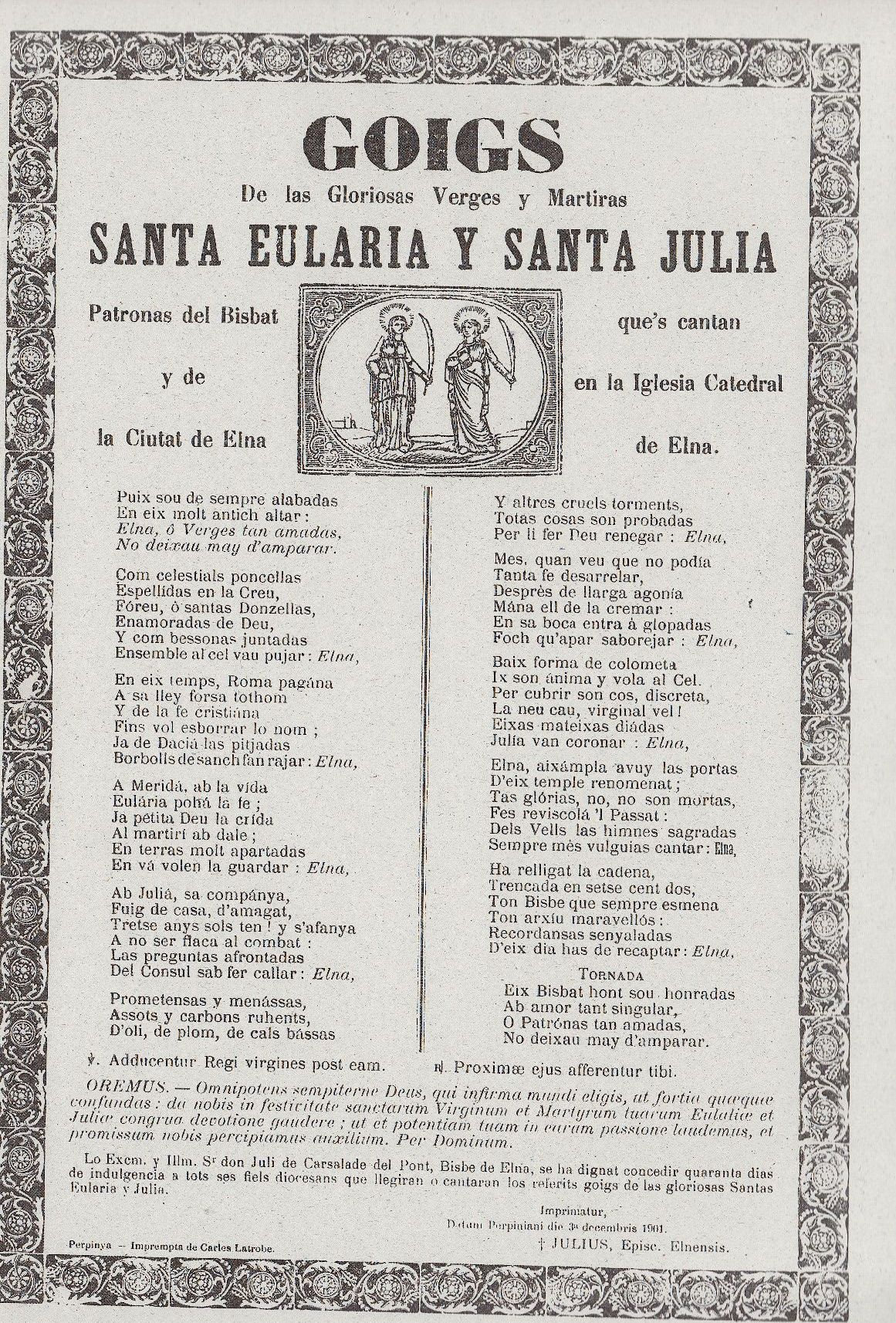
Les goigs de la cathédrale en 1901

La croissance urbaine de Perpignan tout au long du Moyen Âge fut le point de départ du déclin politique d'Elne. Les évêques, qui étaient chapelains majeurs de la collégiale de Perpignan, et qui y habitaient le plus souvent, obtinrent en 1601 de pouvoir transférer officiellement leur résidence à Perpignan, même si le siège de l'évêché resta à Elne jusqu'en 1801. La collégiale Saint-Jean de Perpignan devint, alors, la nouvelle cathédrale.
Toutefois, des embellissements et des restaurations eurent encore lieu durant cette période.
Au XVIIIe siècle, on éleva un autel classique dans l'abside de l'église au détriment de son organisation médiévale. Avec le produit de la vente du retable gothique en argent, les chanoines firent ériger un baldaquin "à la française" inspiré de modèles parisiens.
L'édifice subit quelques réfections au XIXe siècle, avec notamment l'agrandissement des fenêtres de l'abside majeure pour faire entrer plus de lumière dans un édifice au demeurant très sombre (seules les fenêtres des chapelles gothiques y apportent un surplus de lumière).

## Description
La cathédrale actuelle, dûment orientée, est le fruit de plusieurs campagnes de construction s'étalant du XIe siècle au XIVe siècle.

### Extérieur
Les dimensions de l'édifice sont impressionnantes. La longueur totale dans l’œuvre est de 49,60 m pour une largeur de 20,50 m sans les chapelles gothiques.

#### Le chevet
Le chevet suit un plan à trois absides.
L'abside majeure est percée de trois fenêtres agrandies au XIXe siècle. L'abside est ornée de pilastres en grès mal appareillé, de peu de saillie et sans ornementation. Les pilastres supportent la retombée d'une série de fausses arcades. Parmi celles-ci, les unes encadrent les fenêtres, les autres ont le tympan garni d'un parement de petits cubes de pierre posés sur leurs angles : c'est un petit appareil réticulé.
À la hauteur de l'imposte des pilastres court une corniche couverte de billettes. Le mur du chevet s'élève bien au-dessus du toit.
À la base de l'abside, une petite absidiole forme une excroissance. Datant du XIe siècle, celle-ci est attribuée soit à un aménagement avorté d'une crypte sous le chœur, soit aux vestiges d'une crypte supprimée lors des transformations du XVIIIe siècle. L'ensemble de l'abside majeure est, par ailleurs, renforcé par deux arcs-boutants, éléments architecturaux rares à l'époque romane. Les deux absidioles portent des cordons sculptés de motifs.
La construction a été, après coup, étayée au moyen de deux arcs-boutants.
Derrière l'abside se développe le soubassement d'un déambulatoire sur lequel s'ouvrent sept chapelles rayonnantes. Cette construction relève du style gothique flamboyant. Le plan des chapelles est polygonal. Les piliers sont armés d'un faisceau de colonnettes dont les bases, plus ou moins hautes suivant que la colonnette est plus ou moins forte, sont placées à des niveaux différents. Chaque base est portée par un petit socle à pans coupés qui plonge dans le talus d'un socle commun. Les assises supérieures sont en grès. Au milieu du parement, la nature des matériaux change et les assises inférieures sont formées de blocs de calcaire. La construction de cette abside gothique fut interrompue rapidement, dès 1408, faute de crédits.

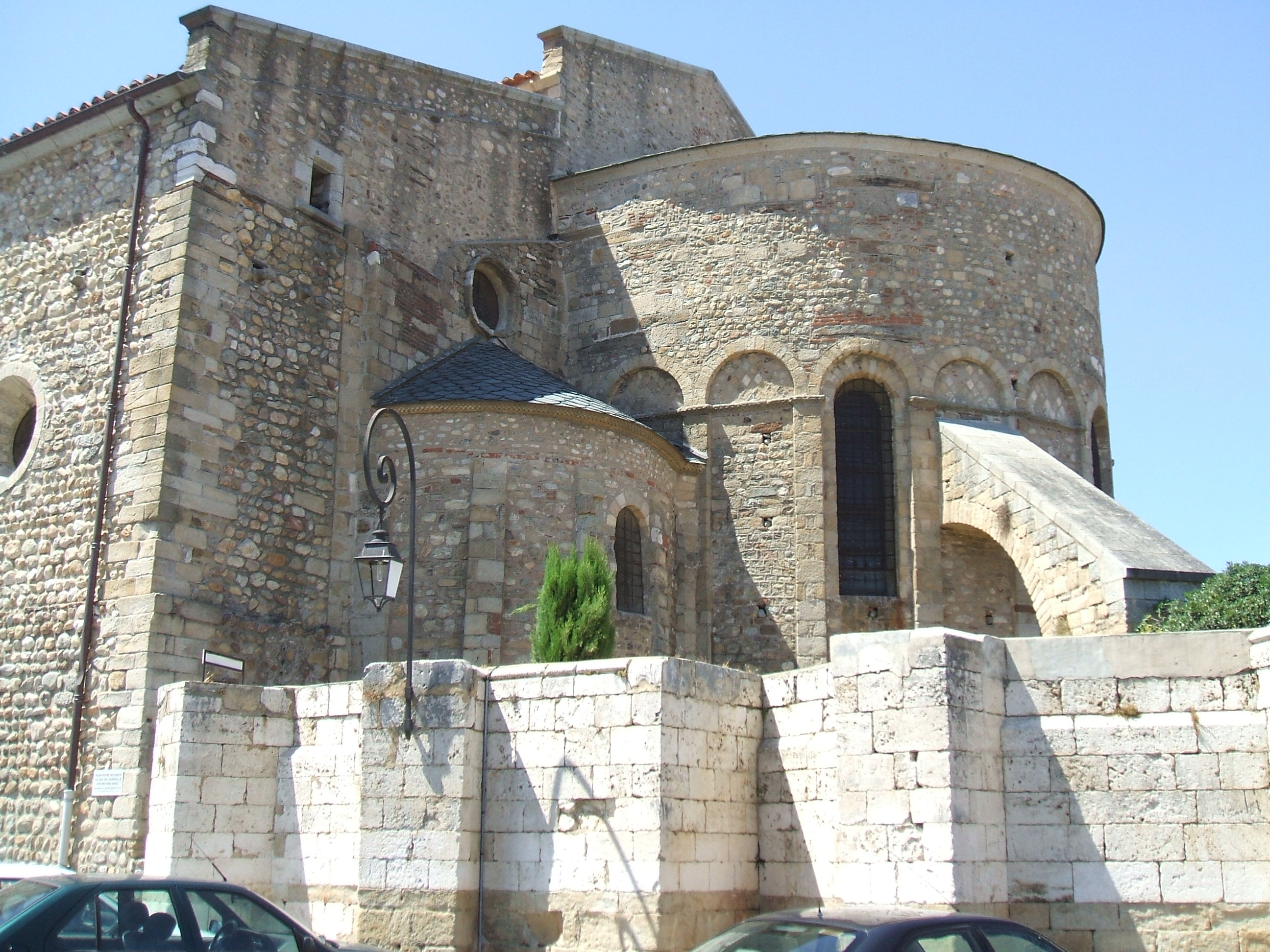
Chevet

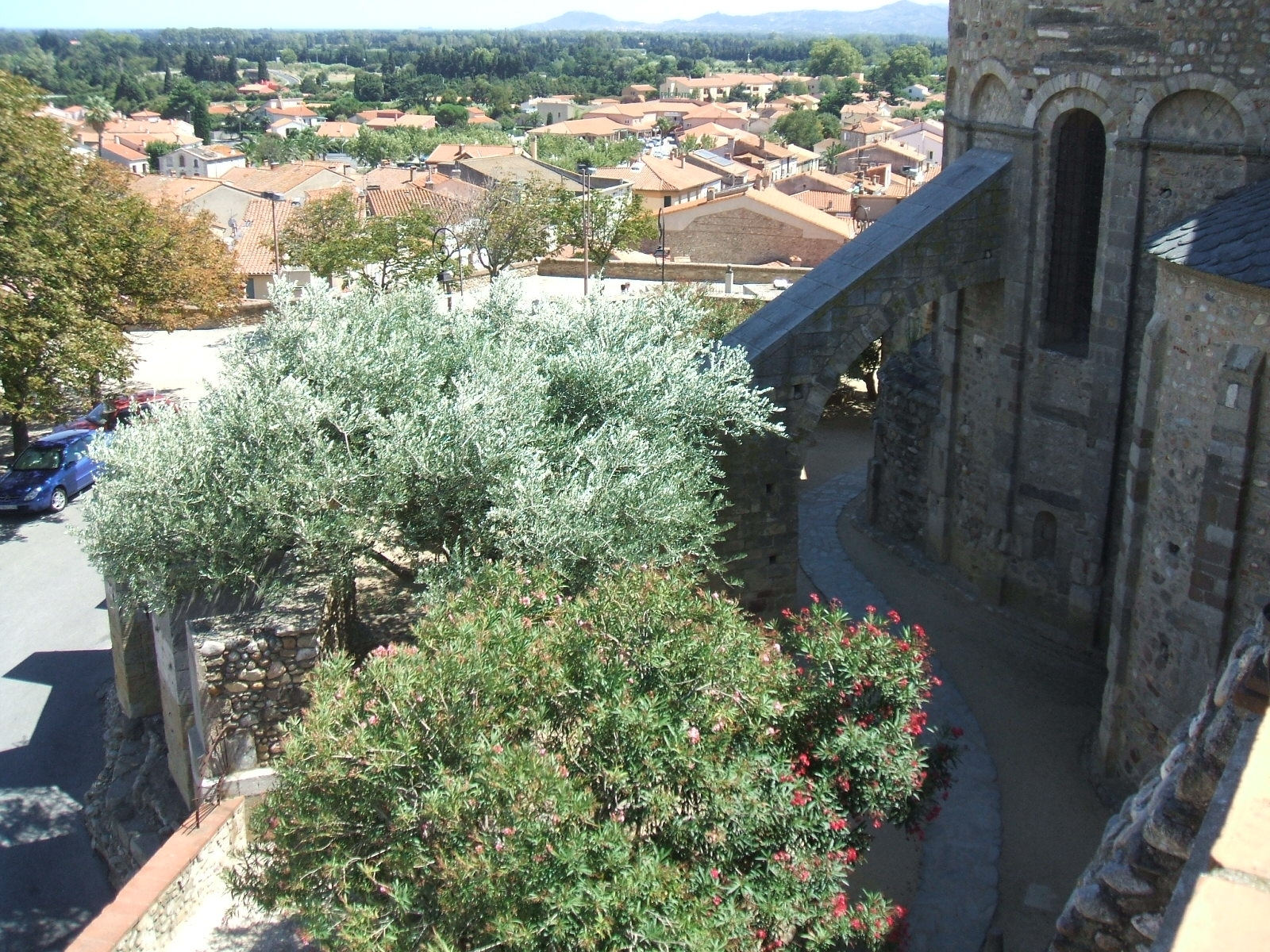
Chevet
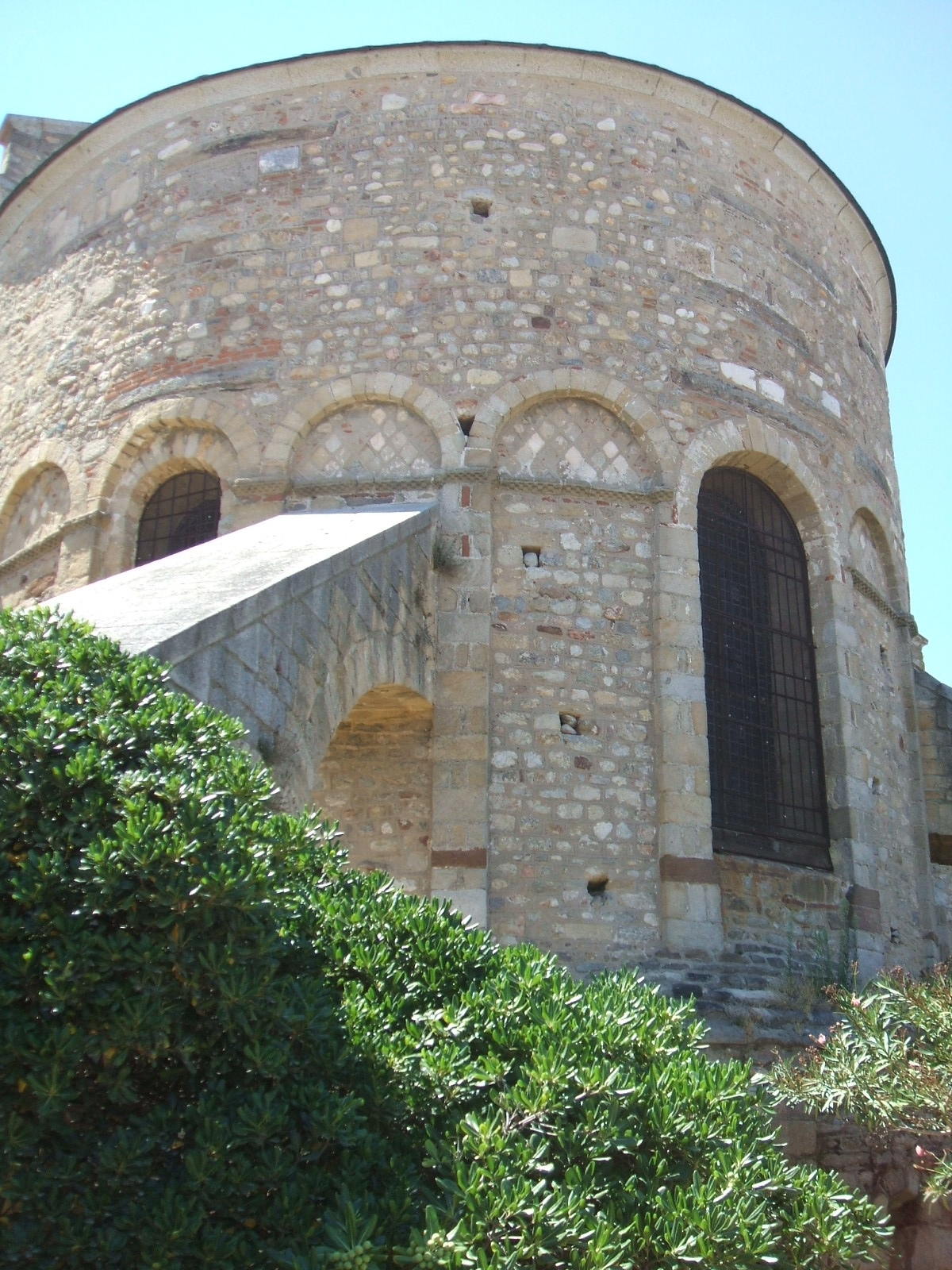
Vue d'ensemble de l'abside majeure
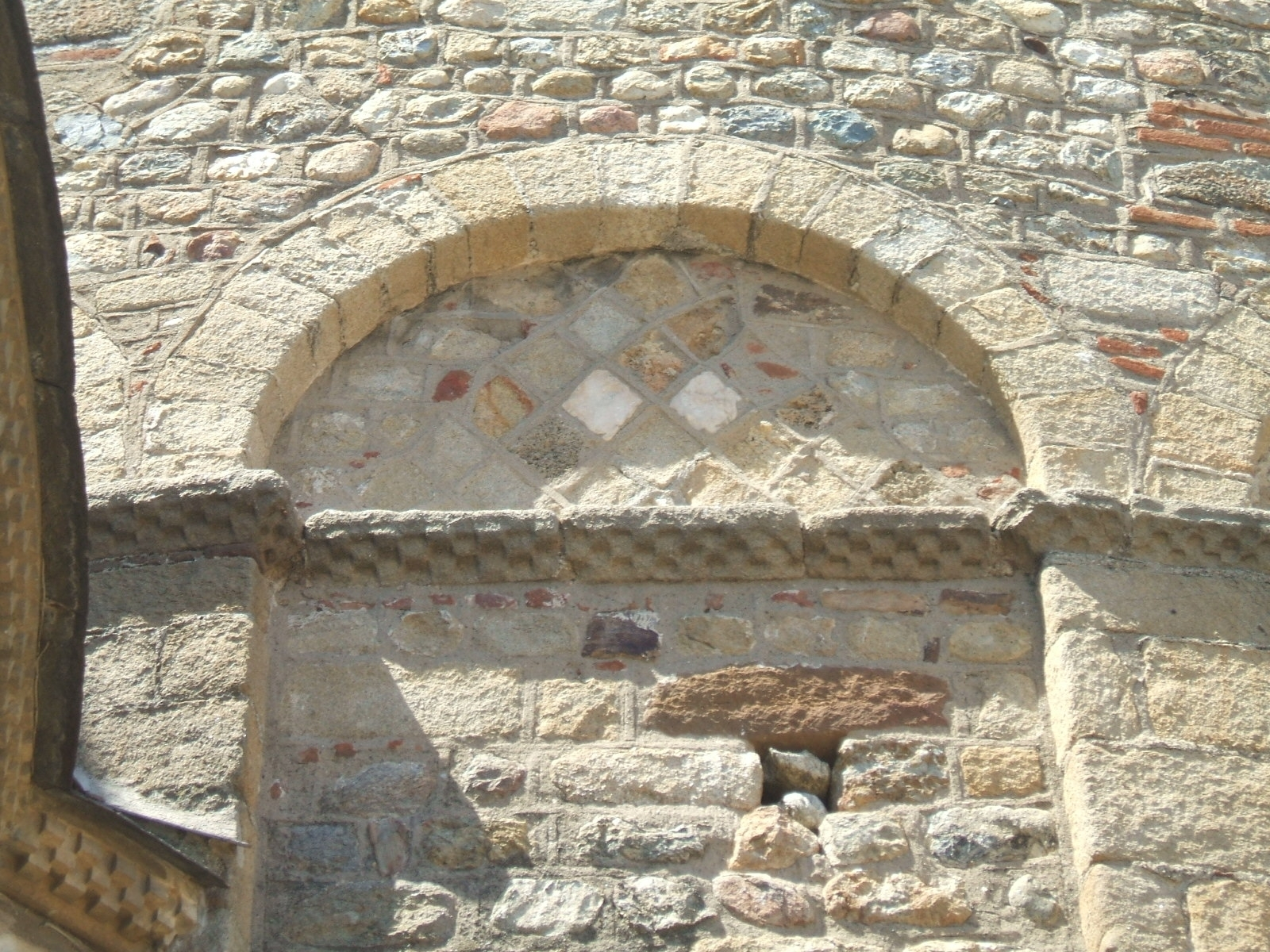
Décoration de l'abside majeure
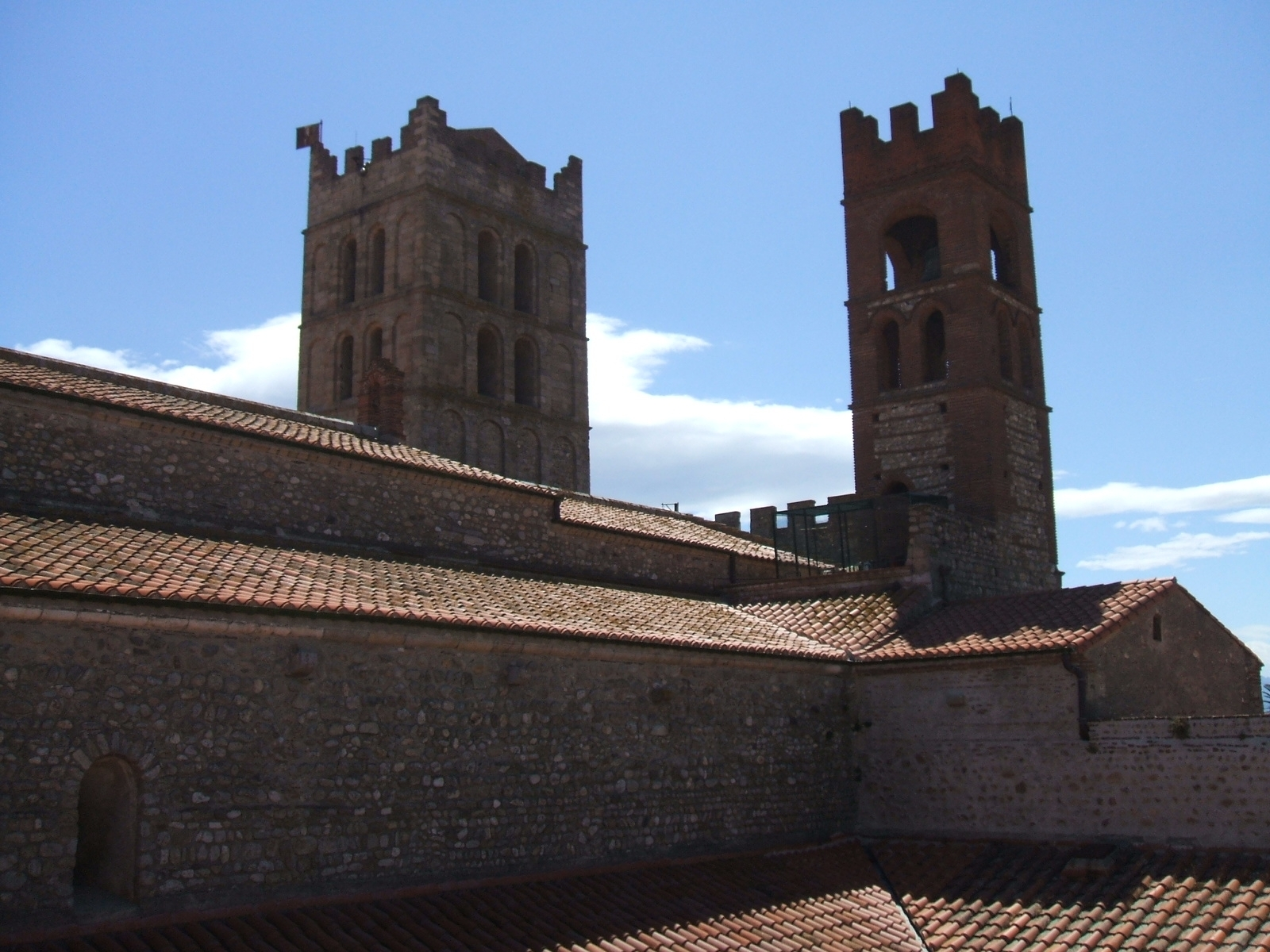
Vue de l'ensemble sud-ouest

#### La façade occidentale

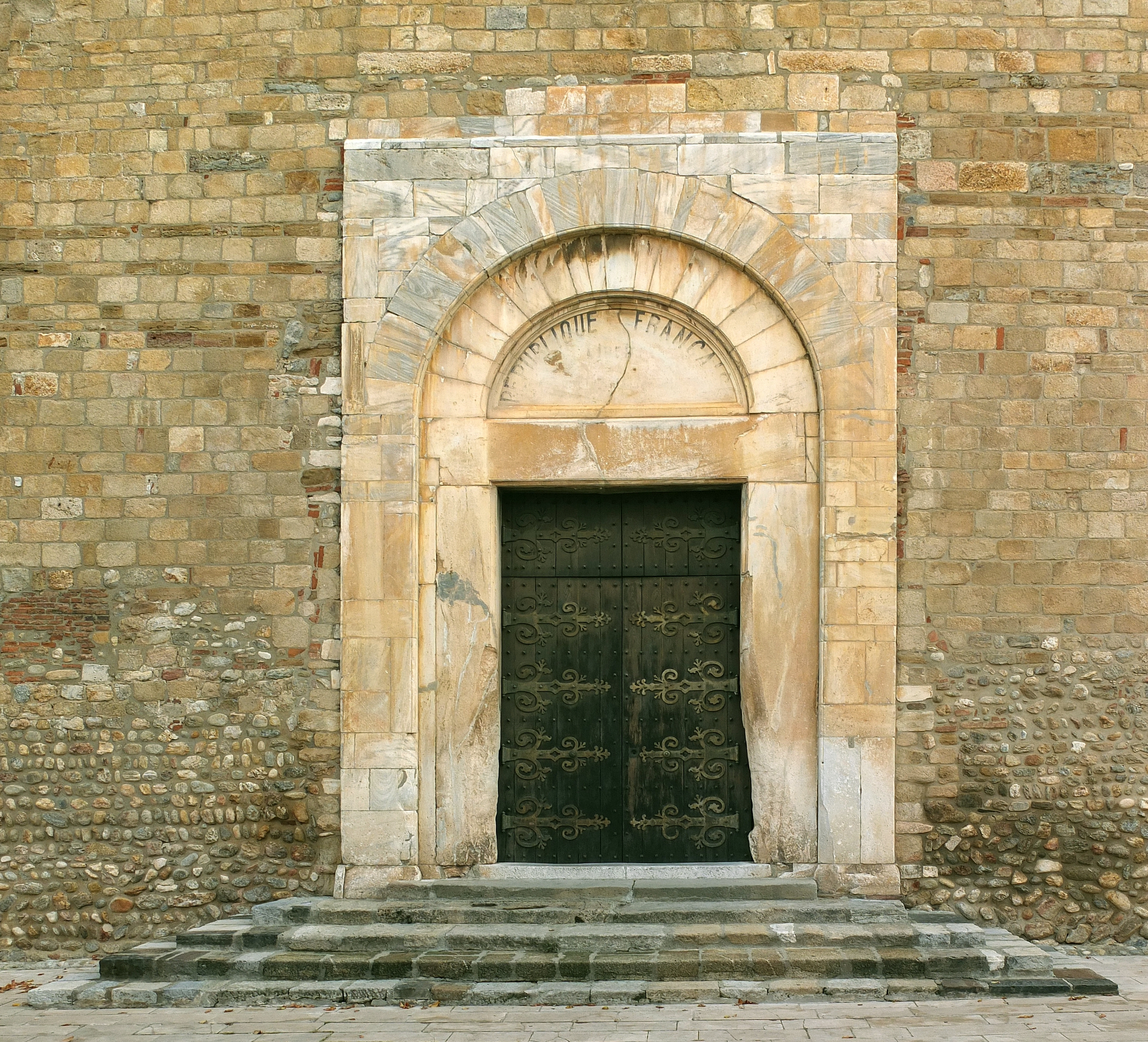
Le portail principal

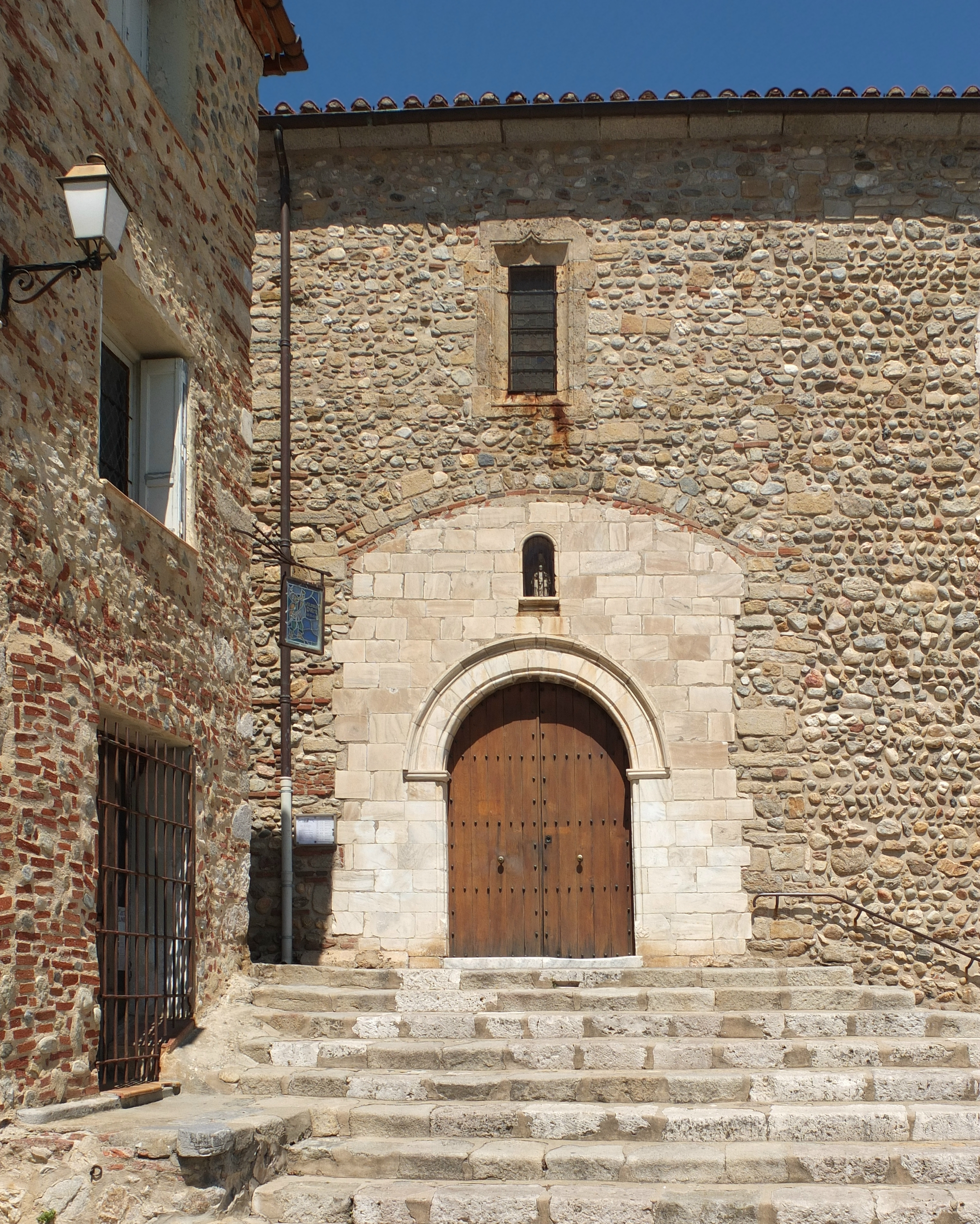
Le portail latéral

L'austère façade occidentale de la cathédrale Sainte-Eulalie confère à l'édifice un aspect de forteresse.
Elle est érigée en moellons irréguliers.
La façade occidentale devait, selon le parti d'origine, comporter deux clochers-tours identiques.  Le mur de façade dénué de tout ornement, percé d'un portail roman en marbre bleu de Céret, dépourvu, lui aussi, de toute sculpture ou décoration, est le fruit de plusieurs campagnes de construction. Ses piédroits sont éclatés par le feu. Il s'agit des témoignages de l'attaque des troupes du roi de France, Philippe III le Hardi, en 1285, contre la ville d'Elne. L'élégance du portail contraste d'une manière saisissante avec l'appareillage archaïque des murs.
Au-dessus du portail, on trouve une petite baie cintrée, encadrée par un décor de bandes lombardes.
Des désordres de maçonneries de l'ensemble roman (XIe au XIIIe siècle) ont été provoqués par le clocher méridional, dont la base a, par conséquent, été confortée au XVe siècle. La façade fut surélevée et reçut un crénelage lors de travaux de fortifications à cette époque, ce qui provoqua la destruction du fronton triangulaire.

#### Les tours-clochers
Les deux tours-clochers sont liées par une courtine crénelée. Les clochers ne sont pas en saillie sur l'alignement de la façade occidentale. Ils ne débordent pas non plus les murs latéraux de l'église.
Seul le clocher du midi fut construit lors de l'édification de la cathédrale ; le clocher septentrional est une adjonction récente (XIXe siècle ?).
Le clocher sud, en pierre comprend quatre étages au-dessus de la courtine. À chaque étage et sur chaque face, on trouve quatre baies cintrées ouvertes ou aveugles. Le clocher est couronné par des créneaux.
Le clocher nord est en briques rouges. Il est moins massif et moins haut que le clocher sud. Le premier étage est en briques et en pierre. Il est sans ornement. Le deuxième étage est percé sur chaque face de deux baies cintrées. On n'en trouve plus qu'une plus large au troisième étage. La tour est surmontée, comme sa voisine, d'une terrasse crénelée.
Il semble que le rez-de-chaussée des clochers s'ouvrait primitivement sur les bas-côtés. Les doubleaux sont encore visibles. Il s'ouvrait aussi sur la nef. Les grandes arcades ne furent murées que lors de la construction des tribunes.

### Intérieur

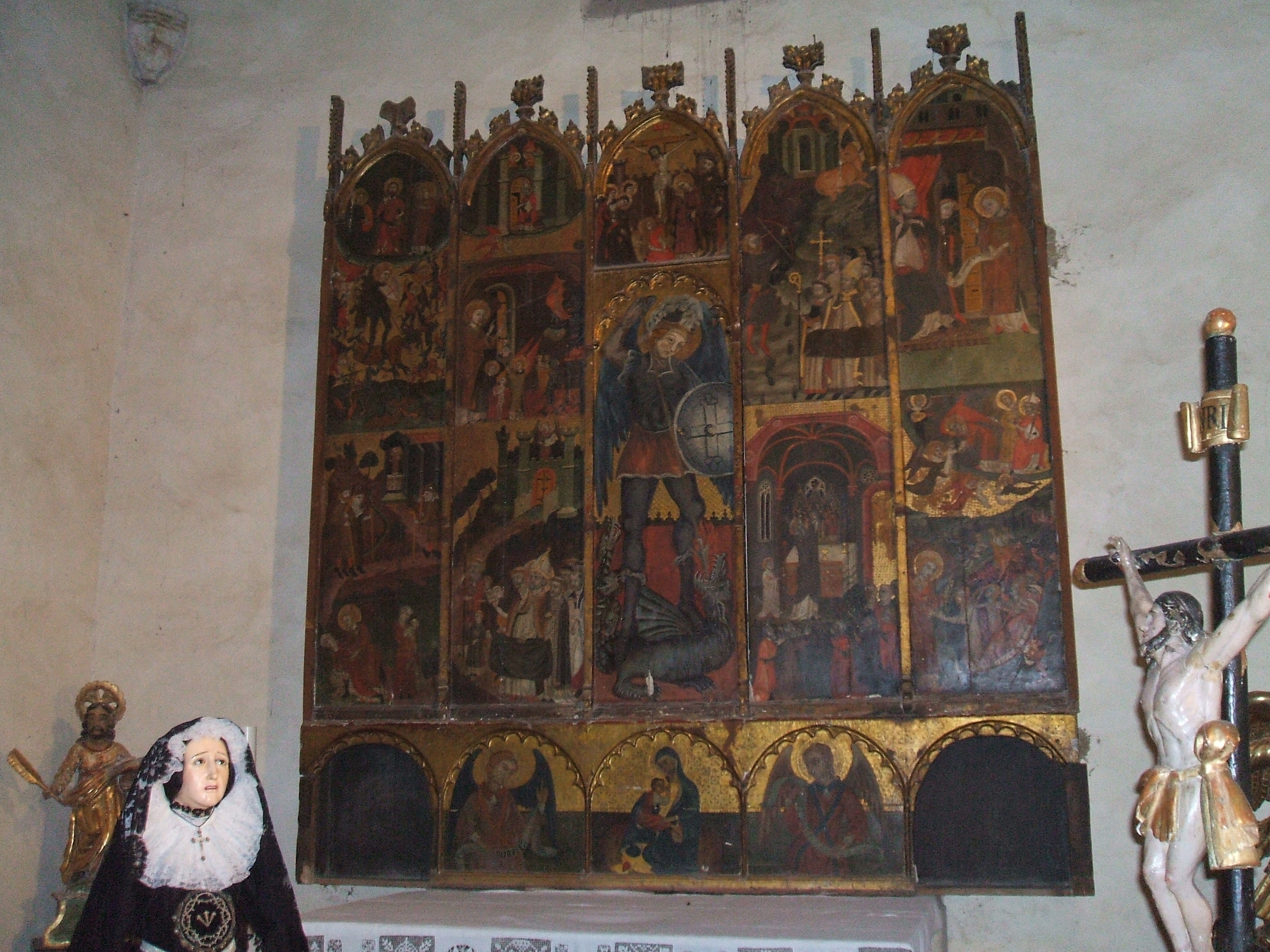
Retable Saint-Michel

L'édifice est bâti sur le plan basilical à trois nefs. Il est composé d'une nef de sept travées et de bas-côtés, terminé chacun par une abside semi-circulaire voûtée en cul-de-four.

#### La nef

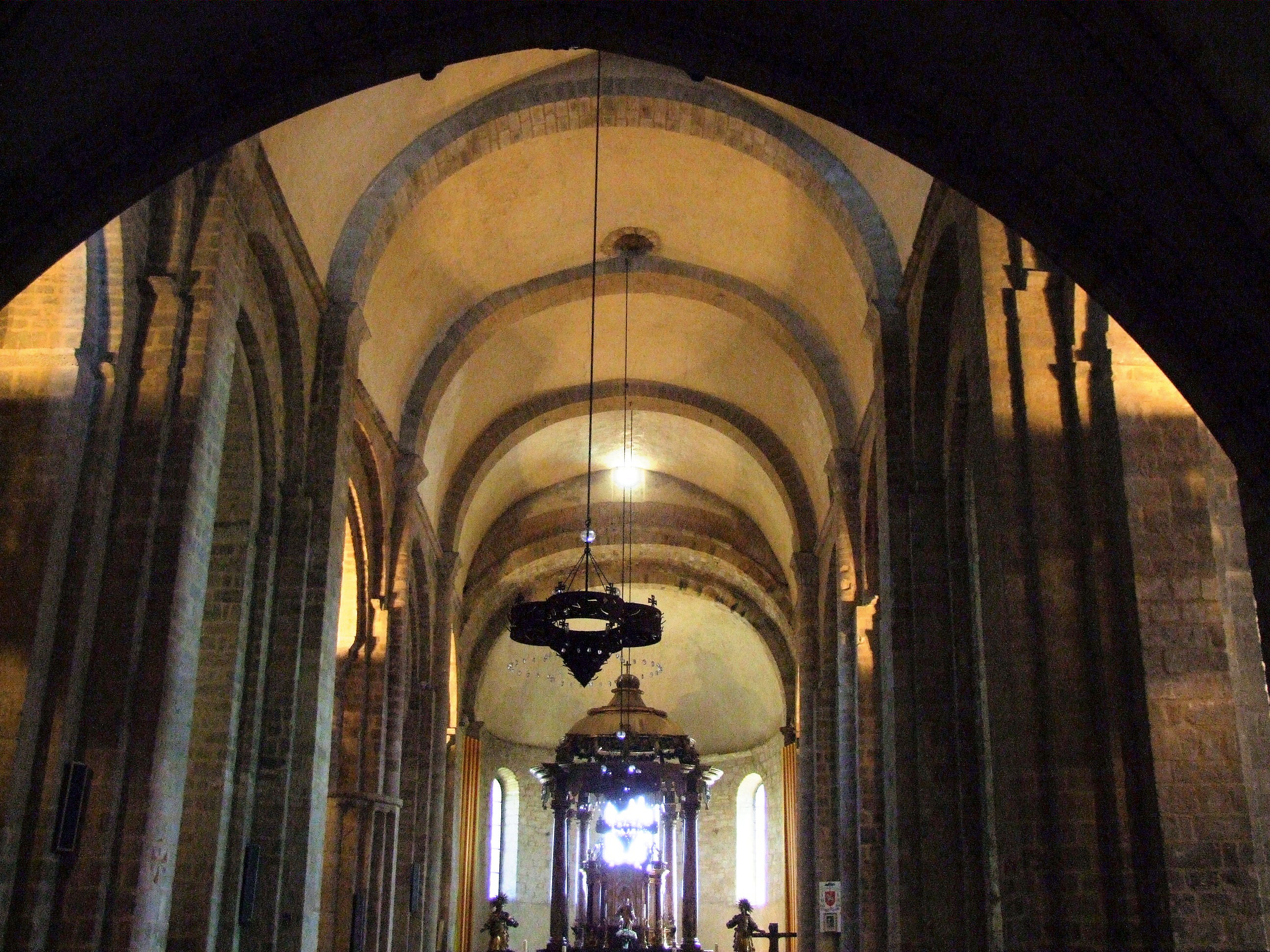
Nef

La nef principale est voûtée en berceau plein cintre, qui tend à devenir brisé vers l'ouest, attestant les différentes campagnes de construction de l'ancienne cathédrale et de leurs avancées en fonction de l'état des finances de l'évêché. La voûte est supportée par de lourds piliers cruciformes ornés de colonnes engagées. Les piliers sont légèrement penchés vers l'avant et la corniche monte en s'éloignant par-dessus les grandes arcades. Tout ceci fut réalisé par les architectes romans dans le but d'améliorer la perspective.
À l'origine dotés de voûtes d'arêtes, les collatéraux ont été voûtés en demi-berceau lors de l'établissement de la voûte de la nef principale qui était auparavant charpentée. Les traces de la charpente sont encore visibles sur l'arc diaphragme au-dessus de l'orgue.
La nef est précédée d'un narthex composé de deux travées qui soutiennent l'orgue.
Le faible éclairage de la nef vient des chapelles latérales du collatéral sud. Le nombre restreint des fenêtres, qui sont de surcroît de petite taille, engendre une pénombre immatérielle caractéristique des édifices sacrés du Roussillon.
La nef mesure 42 mètres de longueur pour 8 m de largeur sous 16 m de hauteur, 11,20 m sous les collatéraux.

#### Les chapelles
Les six chapelles sont voûtées en croisée d'ogives. Elles ont été rajoutées entre le XIIIe siècle et le XVe siècle. Flanquant le collatéral méridional, elles retracent l'évolution de l'architecture gothique en Roussillon pendant cette période.
Du portail occidental vers le chœur:
- la première chapelle est du milieu du XVe siècle
- la deuxième, dite chapelle Notre-Dame du Rosaire, a été construite au milieu du XVe siècle
- la troisième chapelle a été édifiée autour du XIVe / XVe siècle. Elle est percée du portail sud en plein cintre qui date de 1669. Au-dessus de cette entrée, un tableau représente le blason de la cité d'Elne et les armoiries du chapitre d'Elne et de la Communauté de prêtres
- la quatrième chapelle a été élevée au XIVe siècle ; elle possède un retable de la même époque
- la cinquième chapelle, d'abord chapelle Sainte-Agnès puis chapelle de la Passion, date du XIIIe / XIVe siècle. Elle abrite un beau gisant ainsi qu'un panneau du XIVe siècle.
- la sixième et dernière chapelle date du XIIIe siècle. Elle abrite le sarcophage en marbre blanc de l'évêque d'Elne, Ramon Costa, mort en 1310. Un bas relief en albâtre du XVe siècle est placé sur l'autel comme un tabernacle. Les sculptures des chapiteaux de cette chapelle rappellent celles qui ornent les chapiteaux de l'église Saint-Jacques à Perpignan.

Aucune chapelle n'a été bâtie au droit de la septième travée, à cause du clocher qui se trouve dans l'alignement du bas-côté. On n'en trouve pas, non plus, construite au nord, le cloître étant accolé à cette façade de la cathédrale.

#### Le chœur
Il n'est séparé par aucun transept. Il est classiquement formé d'une abside flanquée de deux absidioles voûtées en cul-de-four. L'abside est percée de trois baies cintrées et les absidioles d'une seule. Les trois baies sont un symbole trinitaire que l'on retrouve systématiquement dans toutes les églises cisterciennes.
L'abside, qui est plus étroite que la nef, n'ouvre pas directement sur celle-ci. Elle est précédée d'un chœur étroit d'une seule travée.
L'abside fait 5,40 m de profondeur précédée de son chœur large de 2,40 m. Les absidioles font 1,95 m pour des chœurs de 0,92 m. Les ouvertures sont plus impressionnantes : 8,55 m pour la baie de l'abside, et 3,40 m pour les absidioles.

#### La sculpture
La sculpture est présente à l'intérieur de l'église, ce qui est relativement rare en Roussillon. Les chapiteaux de la partie orientale apportent un précieux témoignage de la sculpture romane en Roussillon du milieu du XIe siècle, de facto antérieure à celle des grands ateliers du siècle suivant. On y remarque quelques archaïsmes, un certain attachement à la tradition antique mais également quelques initiatives cernées de quelques hésitations quant au parti à prendre. Ceux de la nef principale sont plus tardifs (des XIIe et XIIIe siècles) car réalisés lors de la construction du voûtement du vaisseau central.

#### Le mobilier
Le mobilier comporte notamment :

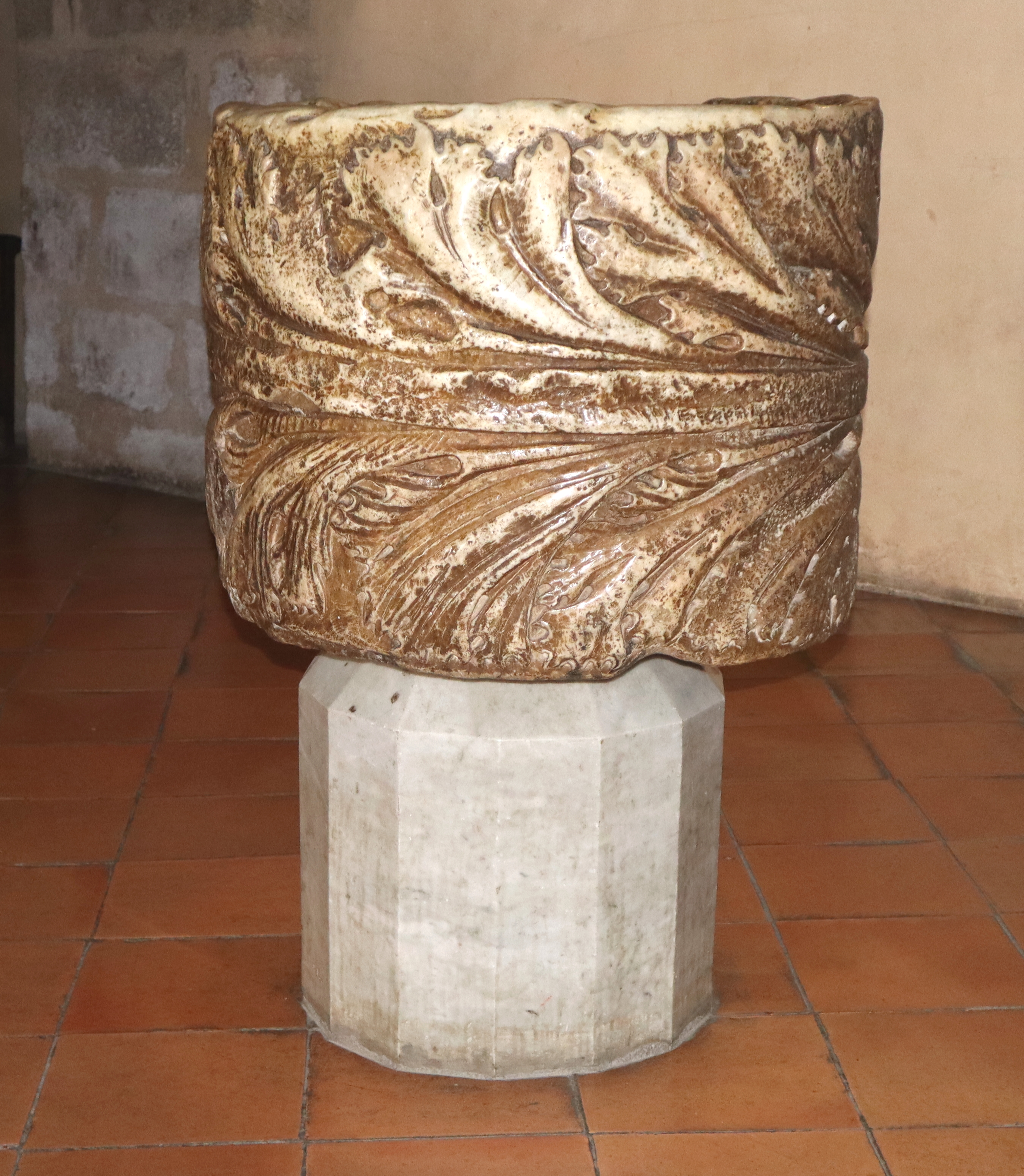
Bénitier de marbre blanc

- une table d'autel romane (du XIe siècle), placée lors de la consécration de l'édifice en 1069. Elle est ourlée de petites arcades aveugles. Comme bien d'autres tables d'autel du Roussillon, elle provient des ateliers narbonnais qui travaillaient sur des marbres tirés des édifices antiques de la ville
- un retable gothique de saint Michel (XIVe et XVe siècles), de style gothique catalan, sis dans la chapelle dédiée à celui-ci
- plusieurs tableaux, dont un représentant sainte Julie et un autre, sainte Eulalie, datant tous les deux du XVIIe siècle (auteur inconnu) et situés dans le chœur ; un tableau représentant la rencontre de saint Dominique et de saint François, un autre représentant saint André peint par François Guerra au XVIIe siècle ; un autre illustre le couronnement de sainte Eulalie et sainte Julie, réalisés par François Guerra et enfin un tableau de saint Cyprien. Ces dernières œuvres sont accrochées dans la collatéral nord
- des statues de saint Paul, saint Jean-Baptiste et saint Gaudérique, situées sous la tribune
- croix de la passion dite « Impropères » (outrages faits au Christ) accrochée sur le mur du collatéral nord
- un bénitier de marbre blanc, décoré d'une large feuille d'acanthe  à l'extérieur. Taillé dans une colonne romaine, il a été cannelé en creux à l'époque romane (XIe siècle).
- baldaquin baroque dû au sculpteur Pierre Navarre de Perpignan (1724).

## Dimensions
- Longueur totale dans l'œuvre[4] : 49,60 m
- Longueur de la nef : 42 m
- Profondeur de l'abside : 5,40 m
- Longueur du chœur : 2,20 m
- Largeur totale (sans les chapelles gothiques) : 20,50 m
- Largeur du vaisseau central : 8 m
- Hauteur du vaisseau central : 16 m
- Hauteur des collatéraux : 11,20 m

## Le cloître
Le cloître et les bâtiments claustraux flanquent l'édifice au nord.